# Juban
Juban è una municipalità di quarta classe delle Filippine, situata nella Provincia di Sorsogon, nella regione di Bicol.
Juban è formata da 25 baranggay:
- Anog
- Aroroy
- Bacolod
- Binanuahan
- Biriran
- Buraburan
- Calateo
- Calmayon
- Carohayon
- Catanagan
- Catanusan
- Cogon
- Embarcadero

- Guruyan
- Lajong
- Maalo
- North Poblacion
- Puting Sapa
- Rangas
- Sablayan
- Sipaya
- South Poblacion
- Taboc
- Tinago
- Tughan